# Escala MELD
La escala MELD (del acrónimo inglés MELD, "Model for End-stage Liver Disease". Modelo para la enfermedad hepática terminal) es un sistema de puntuación para medir la severidad de la enfermedad hepática crónica. Fue inicialmente desarrollado para predecir la muerte dentro de 3 meses de cirugía en pacientes que habían sido sometidos a TIPS (transyugular intrahepatic portosystemic shunt) y fue subsecuentemente hallado útil para determinar el pronóstico y para priorizar los pacientes en espera de trasplante.

## Determinación
El sistema de puntuación MELD utiliza los valores séricos de bilirrubina, creatinina y el International normalized ratio (INR) para predecir la supervivencia de los pacientes. Se calcula con la siguiente fórmula:

{\displaystyle MELD=3.78[Lnbilirrubina(mg/dL)]+11.2[LnINR]+9.57[Lncreatinina(mg/dL)]+6.43}

La UNOS (united network of organ sharing) ha hecho las siguientes modificaciones en la puntuación:
- Si los pacientes han sido dializados dos veces dentro de los últimos 7 días, entonces el valor de creatinina usado debería ser 4
- Cualquier valor menor a 1, se reemplaza por 1 en la fórmula para prevenir que existan puntajes menores a 0.

## Interpretación
La interpretación del puntaje MELD en pacientes hospitalizados indica:
| Valor    | Mortalidad a los 3 meses |
| -------- | ------------------------ |
| 40 o más | 71.3%                    |
| 30–39    | 52.6%                    |
| 20–29    | 19.6%                    |
| 10–19    | 6.0%                     |
| <9       | 1.9%                     |